# Gampong Barat
Gampong Barat is een bestuurslaag in het regentschap Aceh Utara van de provincie Atjeh, Indonesië. Gampong Barat telt 612 inwoners (volkstelling 2010).